# خطة العمل
خطة العمل هي خطة تفصيلية تحدد الإجراءات اللازمة للوصول إلى هدف واحد أو أكثر. بدلاً من ذلك، يعرّف موقع businessdictionary.com خطة العمل على أنها «سلسلة من الخطوات التي يجب اتخاذها، أو الأنشطة التي يجب تنفيذها بشكل جيد، حتى تنجح الإستراتيجية».

## العمليات

### الأصل
خطة العمل هي أداة في التخطيط الاجتماعي. إنها إستراتيجية تنظيمية لتحديد الخطوات اللازمة نحو الهدف. فهي تأخذ في الاعتبار التفاصيل، وقد تساعد في الحد من الإعدادات اللازمة للمؤسسة، وهي أيضاً فعالة من حيث أنها توفر الموارد على التجربة والخطأ. تعمل خطة العمل المكتوبة أيضًا كرمز لمساءلة المنظمة.

### إعداد الأهداف
وضع وإعداد الأهداف هو الهدف الأساسي لخطة العمل. فهو يتيح إمكانية تحقيق أحلامك وآفاقك في الحياة. يخلق الدافع ويوفر لك يقينًا بأن النتيجة النهائية ستكون جديرة بالاهتمام، مما يمنع إضاعة الوقت والجهد. يتم تحقيق ذلك من خلال التخصيص الكامل للعملية واستخدام الدليل المنظم لإنجازها. على الرغم من أن العمل الشاق قد ينتج، بدون هدف نهائي ناجح، فإن النتيجة المثالية التي حددتها لتحقيقها، لن تسود في نهاية الأمر.